# Struktura Kościoła Chrześcijan Baptystów w RP
Kościół Chrześcijan Baptystów w RP – podzielony jest na 9 okręgów, które łącznie zrzeszają 86 zborów, a także około 30 placówek i stacji misyjnych. Liczba dorosłych, ochrzczonych wiernych wynosi ponad 5200 pełnoprawnych członków. (baptyści nie uwzględniają w statystykach nieochrzczonych dzieci i młodzieży). Organami okręgów są: Konferencja okręgu do której każdy zbór wysyła co najmniej 2 delegatów. Organem wykonawczym natomiast jest Rada Okręgu składająca się z 3 do 7 osób wybranych przez konferencje okręgu. Na czele okręgu stoi Przewodniczący rady okręgu. Każdy okręg ponadto posiada przedstawiciela w Radzie Kościoła.

## Dane według okręgów
- białostocki – przedstawiciel: pastor Mieczysław Piotrowski
  - liczba zborów: 9
  - liczba placówek: 1

- centralny – przedstawiciel: vacat
  - liczba zborów: 14
  - liczba placówek: 3

- dolnośląski – przedstawiciel: pastor Daniel Trusiewicz
  - liczba zborów: 11
  - liczba placówek: 4

- gdański – przedstawiciel: pastor Adam Gutsche
  - liczba zborów: 9
  - liczba placówek: 4

- lubelski – przedstawiciel: Wiesław Poterewicz
  - liczba zborów: 5
  - liczba placówek: 2

- mazurski – przedstawiciel: pastor Andrzej Seweryn
  - liczba zborów: 9
  - liczba placówek: 2

- południowy – przedstawiciel: pastor Ireneusz Skoczeń
  - liczba zborów: 7
  - liczba placówek: 4

- pomorsko-wielkopolski – przedstawiciel: Sławomir Zientarski
  - liczba zborów: 13
  - liczba placówek: 3

- śląski – przedstawiciel: pastor Jerzy Rogaczewski
  - liczba zborów: 10
  - liczba placówek: 4